# Tour de France 1987

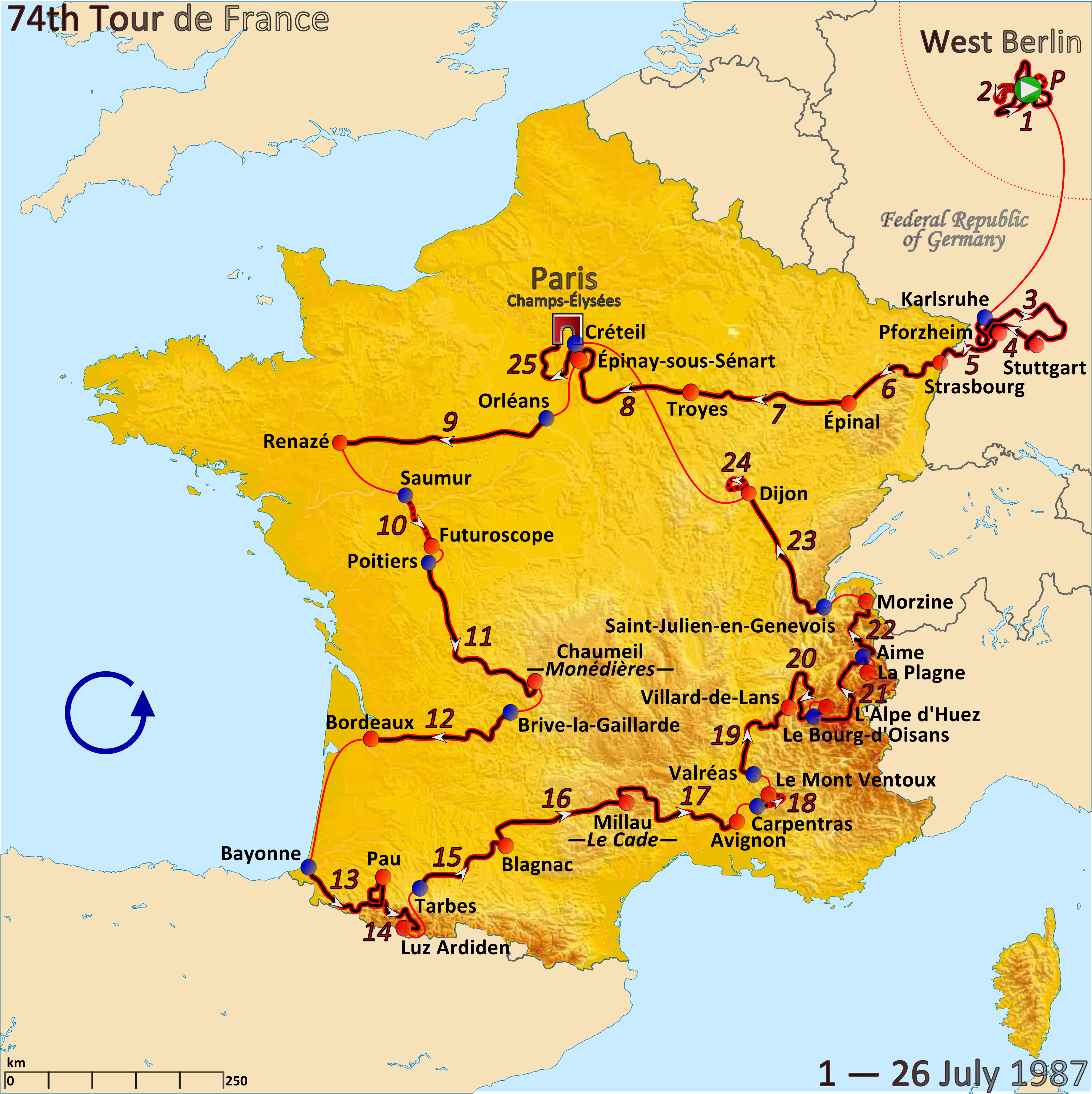
Karta som visar etapperna i Tour de France 1987.

Tour de France 1987 cyklades 1-26 juli 1987 och vanns av Stephen Roche, Republiken Irland.
Efter etapp 1 ledde den polska cyklisten Lech Piasecki tävlingen. Han blev den första cyklisten från Östblocket att leda Tour de France. Han var en av åtta cyklister som bar den gula ledartröjan under Tour de France 1987.
Greg LeMond, som vann Tour de France 1986, deltog inte i tävlingen efter att han blivit svårt skadad i en jaktolycka, där han råkat bli skjuten av sin svärson.

## Etapperna
| Etapp    | Datum   | Start-Mål                     | km         | Etappsegrare           | Sammanlagt            |
| -------- | ------- | ----------------------------- | ---------- | ---------------------- | --------------------- |
| Prolog   | 1 juli  | Västberlin                    | 6,1 (ITT)  | Jelle Nijdam           | Jelle Nijdam          |
| Etapp 1  | 2 juli  | Västberlin Circuit Race       | 105,5      | Nico Verhoeven         | Lech Piasecki         |
| Etapp 2  | 2 juli  | Västberlin                    | 40,5 (TTT) | Carrera                | Leah Piasecki         |
| Etapp 3  | 4 juli  | Karlsruhe - Stuttgart         | 219        | Acacio da Silva        | Erich Mächler         |
| Etapp 4  | 5 juli  | Stuttgart-Pforzheim           | 79         | Herman Frison          | Erich Mächler         |
| Etapp 5  | 5 juli  | Pforzheim-Strasbourg          | 112,5      | Marc Sergeant          | Erich Mächler         |
| Etapp 6  | 6 juli  | Strasbourg-Epinal             | 169        | Christophe Lavainne    | Erich Mächler         |
| Etapp 7  | 7 juli  | Epinal-Troyes                 | 211        | Manuel-Jorge Dominguez | Erich Mächler         |
| Etapp 8  | 8 juli  | Troyes-Epinay Sous Senart     | 205,5      | Jean-Paul van Poppel   | Erich Mächler         |
| Etapp 9  | 9 juli  | Orléans-Renaze                | 260        | Adri van der Poel      | Erich Mächler         |
| Etapp 10 | 10 juli | Saumur-Futuroscope            | 87,5 (ITT) | Stephen Roche          | Charly Mottet         |
| Etapp 11 | 11 juli | Poitiers - Chaumeil           | 255        | Martial Gayant         | Martial Gayant        |
| Etapp 12 | 12 juli | Brive-la-Gaillarde - Bordeaux | 228        | Davis Phinney          | Martial Gayant        |
| Etapp 13 | 13 juli | Bayonne - Pau                 | 219        | Erik Breukink          | Charly Mottet         |
| Etapp 14 | 14 juli | Pau - Luz Ardiden             | 166        | Dag-Otto Lauritzen     | Charly Mottet         |
| Etapp 15 | 15 juli | Tarbes - Blagnac              | 164        | Rolf Gölz              | Charly Mottet         |
| Etapp 16 | 16 juli | Blagnac - Millau              | 216,5      | Regis Clere            | Charly Mottet         |
| Etapp 17 | 17 juli | Millau - Avignon              | 239        | Jean-Paul van Poppel   | Charly Mottet         |
| Etapp 18 | 19 juli | Carpentras - Le Ventoux       | 36,5 (ITT) | Jean-François Bernard  | Jean-François Bernard |
| Etapp 19 | 20 juli | Valréas - Villard de Lans     | 185        | Pedro Delgado          | Stephen Roche         |
| Etapp 20 | 21 juli | Villard de Lans - Alpe d'Huez | 201        | Federico Echave        | Pedro Delgado         |
| Etapp 21 | 22 juli | Bourg-d'Oisans - La Plagne    | 185,5      | Laurent Fignon         | Pedro Delgado         |
| Etapp 22 | 23 juli | La Plagne - Morzine           | 186        | Eduardo Chozas         | Pedro Delgado         |
| Etapp 23 | 24 juli | St. julien-En-Genevois-Dijon  | 224,5      | Regis Clere            | Pedro Delgado         |
| Etapp 24 | 25 juli | Dijon                         | 38 (ITT)   | Jean-François Bernard  | Stephen Roche         |
| Etapp 25 | 26 juli | Creteil - Paris               | 192        | Jeff Pierce            | Stephen Roche         |

## Slutställning[4]
| Plats | Person                | Land      | Lag                   | Tid          |
| ----- | --------------------- | --------- | --------------------- | ------------ |
| 1     | Stephen Roche         | Irland    | Carrera               | 115h 27' 42" |
| 2     | Pedro Delgado         | Spanien   | PDM                   | 40"          |
| 3     | Jean-François Bernard | Frankrike | Toshiba-La Vie Claire | 2' 13"       |
| 4     | Charly Mottet         | Frankrike | Systeme U             | 6' 40"       |
| 5     | Luis Herrera          | Colombia  | Cafe de Colombia      | 9' 32"       |
| 6     | Fabio Parra           | Colombia  | Cafe de Colombia      | 16' 53"      |
| 7     | Laurent Fignon        | Frankrike | Systeme U             | 18' 24"      |
| 8     | Anselmo Fuerte        | Spanien   | Beistegui Hermanos    | 18' 33"      |
| 9     | Raúl Alcalá           | Mexiko    | 7-Eleven              | 21' 49"      |
| 10    | Marino Lejaretta      | Spanien   | Orbea                 | 26' 13"      |

## Cyklister under tävlingen
| Toshiba | Carrera Jeans | Hitachi |
| - 1. Jean-François Bernard Frankrike - 2. Kim Andersen Danmark - 3. Steve Bauer Kanada - 4. Charly Bérard Frankrike - 5. Dominique Garde Frankrike - 6. Heinz Imboden Schweiz - 7. Jean-Claude Leclercq Frankrike - 8. Niki Ruttimann Schweiz - 9. Guido Winterberg Schweiz                               | - 11. Stephen Roche Irland - 12. Guido Bontempi Italien - 13. Davide Cassani Italien - 14. Massimo Ghirotto Italien - 15. Erich Mächler Schweiz - 16. Jørgen V. Pedersen Danmark - 17. Giancarlo Perini Italien - 18. Eddy Schepers Belgien - 19. Urs Zimmermann Schweiz                                          | - 21. Claude Criquielion Belgien - 22. Hendrik Devos Belgien - 23. Rudy Dhaenens Belgien - 24. Fabian Fuchs Schweiz - 25. Jos Haex Belgien - 26. Patrick Jacobs Belgien - 27. Stephan Morjean Belgien - 28. Jean-Philippe Vandenbrande Belgien - 29. Jan Wijnants Belgien                                  |
| Z-Peugeot | B.H | P.D.M |
| - 31. Pascal Simon Frankrike - 32. Frédéric Brun Frankrike - 33. Bruno Cornillet Frankrike - 34. Gilbert Duclos-Lassalle Frankrike - 35. Jean-Louis Gauthier Frankrike - 36. Gilbert Glaus Schweiz - 37. Denis Roux Frankrike - 38. Jérôme Simon Frankrike - 39. Bruno Wojtinek Frankrike                 | - 41. Anselmo Fuerte Spanien - 42. Francisco Antequera Spanien - 43. Philippe Bouvatier Frankrike - 44. Laudelino Cubino Spanien - 45. Manuel-Jorge Dominguez Spanien - 46. Federico Echave Spanien - 47. Jose-Luis Navarro Spanien - 48. Francisco "Pacho" Rodríguez Colombia - 49. Guido Van Calster Belgien    | - 51. Pedro Delgado Spanien - 52. Gerrie Knetemann Nederländerna - 53. José Luis Laguía Spanien - 54. Jörg Müller Schweiz - 55. Stefan Mutter Schweiz - 56. Steven Rooks Schweiz - 57. Peter Stevenhaagen Nederländerna - 58. Gert-Jan Theunisse Nederländerna - 59. Adrie van der Poel Nederländerna      |
| Système U | Reynolds-Seur | Teka |
| - 61. Laurent Fignon Frankrike - 62. Bernard Gavillet Schweiz - 63. Martial Gayant Frankrike - 64. Christophe Lavainne Frankrike - 65. Marc Madiot Frankrike - 66. Yvon Madiot Frankrike - 67. Thierry Marie Frankrike - 68. Charly Mottet Frankrike - 69. Pascal Poisson Frankrike                       | - 71. Angel Arroyo Spanien - 72. Dominique Arnaud Frankrike - 73. Samuel Cabrera Colombia - 74. Marc Gomez Frankrike - 75. Julian Gorospe Spanien - 76. Ruben Gorospe Spanien - 77. Jesus Hernandez Ubeda Spanien - 78. Miguel Indurain Spanien - 79. Angel Ocaña Spanien                                         | - 81. Raimund Dietzen Tyskland - 82. Enrique Aja Spanien - 83. Jesus Blanco-Villar Spanien - 84. Eduardo Chozas Spanien - 85. Régis Clère Frankrike - 86. Alfonso Gutierrez Spanien - 87. Carlos Hernández Bailo Spanien - 88. Peter Hilse Tyskland - 89. Jesus Rodriguez-Magro Spanien                    |
| Ryalcao-Postobon | RMO | CAJA RURAL |
| - 91. Pablo Wilches Colombia - 92. Alberto Camargo Colombia - 93. Arsenio Chaparro Colombia - 94. Omar-Pablo Hernandez Colombia - 95. Carlos-Maria Jaramillo Colombia - 96. Gerardo Moncada Colombia - 97. Nestor Mora Colombia - 98. Pedro-Saul Morales Colombia - 99. Óscar de Jesús Vargas Colombia    | - 101. Patrice Esnault Frankrike - 102. André Chappuis Frankrike - 103. Thierry Claveyrolat Frankrike - 104. Jean-Claude Colotti Frankrike - 105. Paul Kimmage Irland - 106. Gilles Mas Frankrike - 107. Jean-François Rault Frankrike - 108. Bernard Vallet Frankrike - 109. Michel Vermote Belgien              | - 111. Marino Lejarreta Spanien - 112. Roque De La Cruz Spanien - 113. Mathieu Hermans Nederländerna - 114. Pascal Jules Frankrike - 115. Roland Le Clerc Frankrike - 116. Jokin Mujika Spanien - 117. Erwin Nijboer Nederländerna - 118. Pello Ruiz-Cabestany Spanien - 119. José Sanchis Spanien         |
| Fagor | Café de Colombia | Superconfex |
| - 121. Pedro Munoz Spanien - 122. Jean-Claude Bagot Frankrike - 123. Jean-René Bernaudeau Frankrike - 124. Eric Caritoux Frankrike - 125. Martin Earley Irland - 126. Robert Forest Frankrike - 127. Frank Hoste Belgien - 128. François Lemarchand Frankrike - 129. Sean Yates Storbritannien            | - 131. Luis Herrera Colombia - 132. Rafael Acevedo Colombia - 133. Argemiro Bohorquez Colombia - 134. Julio-Cesar Cadena Colombia - 135. Juan-Carlos Castillo Colombia - 136. Marco-Antonio Leon Colombia - 137. Fabio Parra Colombia - 138. Cristobal Perez Colombia - 139. Martín Ramírez Colombia              | - 141. Maarten Ducrot Nederländerna - 142. Rolf Gölz Tyskland - 143. Gert Jakobs Nederländerna - 144. Jelle Nijdam Nederländerna - 145. Ludo Peeters Belgien - 146. Luc Roosen Belgien - 147. Gerrit Solleveld Nederländerna - 148. Jean-Paul Van Poppel Nederländerna - 149. Nico Verhoeven Nederländerna |
| Panasonic | Del Tongo-Colnago | Kas-Miko |
| - 151. Phil Anderson Australien - 152. Erik Breukink Nederländerna - 153. Theo De Rooy Nederländerna - 154. Henk Lubberding Nederländerna - 155. Robert Millar Storbritannien - 156. Guy Nulens Belgien - 157. Alan Peiper Australien - 158. Eric Van Lancker Belgien - 159. Teun Van Vliet Nederländerna | - 161. Giuseppe Saronni Italien - 162. Silvano Contini Italien - 163. Czesław Lang Polen - 164. Luciano Loro Italien - 165. Lech Piasecki Polen - 166. Maurizio Piovanni Italien - 167. Alessandro Pozzi Italien - 168. Alberto Saronni Italien - 169. Ennio Vanotti Italien                                      | - 171. Sean Kelly Irland - 172. Alfred Achermann Schweiz - 173. Acacio Da Silva Portugal - 174. Inaki Gaston Spanien - 175. Stefan Joho Schweiz - 176. Luis-Javier Lukin Spanien - 177. Javier Murguialday Spanien - 178. Celestino Prieto Spanien - 179. Gilles Sanders Frankrike                         |
| Joker | 7 Eleven | Roland |
| - 181. Marc Sergeant Belgien - 182. Beat Breu Schweiz - 183. Michel Dernies Belgien - 184. Jan Goessens Belgien - 185. Jozef Lieckens Belgien - 186. Jan Nevens Belgien - 187. Peter Roes Belgien - 188. Frank Van De Vijver Belgien - 189. Wim Van Eynde Belgien                                         | - 191. Andrew Hampsten Storbritannien - 192. Raúl Alcalá Mexiko - 193. Jonathan Boyer USA - 194. Jeff Bradley USA - 195. Ron Kiefel USA - 196. Dag Otto Lauritzen Norge - 197. Davis Phinney USA - 198. Jeff Pierce USA - 199. Bob Roll USA                                                                       | - 201. Dietrich Thurau Tyskland - 202. John Bogers Nederländerna - 203. Johan Capiot Belgien - 204. Herman Frison Belgien - 205. Rudy Patry Belgien - 206. Jesper Skibby Danmark - 207. Brian Holm Danmark - 208. Jacques Van Der Poel Nederländerna - 209. Patrick Verschueren Belgien                    |
| Brianzoli-Château D'Ax | ANC-Halfords | |
| - 211. Vittorio Algeri Italien - 212. Stefano Allocchio Italien - 213. Roberto Amadio Italien - 214. Giovanni Bottoia Italien - 215. Claudio Corti Italien - 216. Stefano Giuliani Italien - 217. Milan Jurco Tjeckien - 218. Dario Montani Italien - 219. Gerhard Zadrobilek Österrike                   | - 221. Malcolm Elliott Storbritannien - 222. Bernard Chesneau Frankrike - 223. Guy Gallopin Frankrike - 224. Graham Jones Storbritannien - 225. Kvetoslav Palov Tjeckien - 226. Shane Sutton Australien - 227. Stephen Swart Storbritannien - 228. Adrian Timmis Storbritannien - 229. Paul Watson Storbritannien | |